# Tadeusz Szajnoch
Tadeusz Szajnoch ps. „Cielak” (ur. 26 stycznia 1920 w Wolicy, zm. 1 maja 1962 we Francji) – podharcmistrz, podporucznik Armii Krajowej, dowódca 3. drużyny III plutonu „Felek” 2. kompanii „Rudy" batalionu „Zośka”, uczestnik powstania warszawskiego.

## Życiorys
Podczas okupacji działał w konspiracji. Należał do Hufca Centrum. Ukończył drugi turnus tajnej Szkoły Podchorążych Rezerwy Piechoty Agricola. W 1942 roku zdał maturę na tajnych kompletach w I Miejskim Gimnazjum i Liceum im. gen. Sowińskiego w Warszawie.
Uczestnik akcji Szarych Szeregów:
- akcja pod Arsenałem (sekcja „Sten II” wraz z Jerzym Gawinem i Tadeuszem Krzyżewiczem)
- Akcja Wilanów (grupa „Lotnicy”)
- Par. II (baza leśna)
- akcja w Celestynowie (grupa „Pociąg”)
- akcja Góral

W powstaniu warszawskim walczył na Woli i Starym Mieście. Ciężko ranny podczas walk na Starym Mieście, został odesłany kanałami na Żoliborz.
Jego symboliczny grób znajduje się na cmentarzu Powązkowskim w Warszawie (kwatera 100-5-6/7).

## Ordery i odznaczenia
- Krzyż Walecznych